# 欧内斯特·里德尔
欧内斯特·里德尔（英語：Ernest Riedel，1901年7月13日—1983年3月26日），美国男子皮划艇运动员。他曾代表美国参加1936年和1948年夏季奥林匹克运动会皮划艇比赛，其中1936年奥运会获得一枚铜牌。